# Memento Mori (Depeche-Mode-Album)
Memento Mori ist das 15. Studioalbum der britischen Gruppe Depeche Mode und das erste, das nach dem Tod ihres Mitbegründers und Keyboarders Andy Fletcher veröffentlicht wurde. Es erschien am 24. März 2023 weltweit.

## Hintergrund

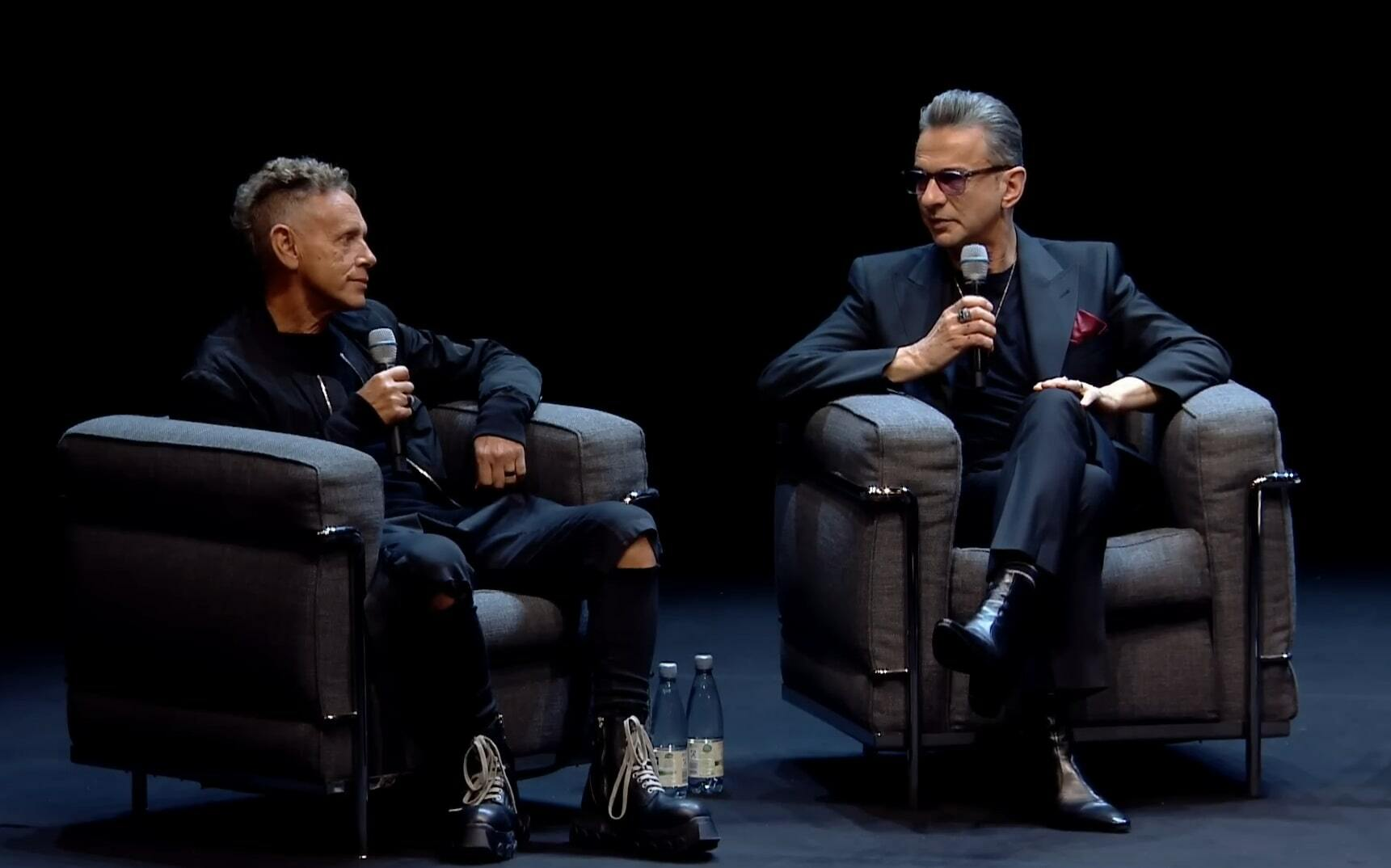
Dave Gahan und Martin Gore bei der Ankündigung des Albums und der Tour, Oktober 2022

Bereits vor Fletchers unerwartetem Tod hatte die Band mit der Arbeit an dem Album begonnen, dieser hatte aber kein Material mehr für das Album aufgenommen, wie Dave Gahan in einem Interview mit der Zeitschrift New Musical Express erklärte.
Im August 2022 tauchte ein Foto von Martin Gore und Gahan im Studio in den sozialen Medien auf, was darauf hindeutete, dass sie im Studio an neuem Material arbeiten. Am 4. Oktober 2022 kündigte die Band auf einer Pressekonferenz in Berlin ein Album mit dem Titel Memento Mori und eine damit verbundene Welttournee an. Das Album sollte „gegen Ende März“ 2023 veröffentlicht werden, was mit der am 23. März 2023 begonnenen Tour zusammenfiel.
Eine Beschreibung des Albums erschien auf der Website der Band: „Die 12 Tracks des Albums zeigen eine enorme Erweiterung von Stimmungen und Texturen, von seinem ominösen Anfang bis zu seiner abschließenden Auflösung – von Paranoia und Besessenheit bis hin zu Katharsis und Freude und unzähligen Punkten dazwischen.“ Die vollständige Tracklist der 12 Songs wurde ebenfalls bekanntgegeben. Auf der Website des Volt Magazin wurde mitgeteilt, dass „Dave Gahan und Martin Gore sagten, dass es fünf fertige Tracks gibt, die es nicht auf den Longplayer geschafft haben.“

## Veröffentlichungen
Am 9. Februar 2023 wurde mit Ghosts Again die erste Single mit dem dazugehörigen Musikvideo veröffentlicht.
Am 9. März 2023 wurde My Cosmos Is Mine auf Streaming-Plattformen veröffentlicht, um das Album weiter zu bewerben. Es erschien nicht als Single.
Am Erscheinungstag des Albums, dem 24. März 2023, veröffentlichte die Band alle weiteren zehn Titel auch bei Youtube.
Am 24. Mai 2023 erschien das Musikvideo zu Wagging Tongue, welches ebenfalls unter der Regie von Anton Corbijn entstand. Der Song erschien am 7. Juli 2023 als zweite Single, zusammen mit der Veröffentlichung einer Remix-EP.
Am 21. September 2023 erschien das Musikvideo zu My Favourite Stranger. Am 20. Oktober 2023 folgte die Single mit der Veröffentlichung der Remix-EP.

## Titelliste
| #   | Titel                 | Autor(en)                                               | Länge |
| --- | --------------------- | ------------------------------------------------------- | ----- |
| 1.  | My Cosmos Is Mine     | Martin L. Gore                                          | 5:18  |
| 2.  | Wagging Tongue        | Dave Gahan, Martin L. Gore                              | 3:25  |
| 3.  | Ghosts Again          | Martin L. Gore, Richard Butler                          | 3:58  |
| 4.  | Don't Say You Love Me | Martin L. Gore, Richard Butler                          | 3:44  |
| 5.  | My Favourite Stranger | Martin L. Gore, Richard Butler                          | 3:55  |
| 6.  | Soul with Me          | Martin L. Gore                                          | 4:15  |
| 7.  | Caroline's Monkey     | Martin L. Gore, Richard Butler                          | 4:17  |
| 8.  | Before We Drown       | Dave Gahan, Peter Gordeno, Christian Eigner             | 4:08  |
| 9.  | People Are Good       | Martin L. Gore                                          | 4:24  |
| 10. | Always You            | Martin L. Gore                                          | 4:19  |
| 11. | Never Let Me Go       | Martin L. Gore                                          | 4:04  |
| 12. | Speak to Me           | Dave Gahan, Christian Eigner, James Ford, Marta Salogni | 4:37  |

## Rezeption

### Rezensionen
Im Gegensatz zum Vorgängeralbum Spirit wurde Memento Mori von den Kritikern wohlwollend aufgenommen. So schrieb Michael Schuh von laut.de:

„"Memento Mori" ist Neubeginn und Ende zugleich, künstlerische Auferstehung wie intensiver Abschied, das beste Depeche-Mode-Album seit "Exciter". "Andrew John Fletcher, 1961-2022. In our hearts and minds. Dave & Martin", gedenken sie im Booklet ihrem Freund. Es klingt wie ein Schlussakkord.“

### Charts und Chartplatzierungen
Memento Mori erreichte Platz eins der deutschen Albumcharts. Die Band stand damit zum zwölften Mal an der Spitze der deutschen Albumcharts. Darüber hinaus erreichte Depeche Mode nach Spirit zum zweiten Mal die Chartspitze der deutschen Vinylcharts. Am Jahresende belegte das Album Rang zwei der deutschen Album-Jahrescharts sowie Rang drei der Vinyl-Jahrescharts. In Österreich avancierte es zu ihrem sechsten Nummer-eins-Album, in der Schweiz zu ihrem siebten.
Darüber hinaus erreichte das Album Platz eins der Charts in Belgien, Dänemark, Frankreich, Italien, Kroatien, Schweden und Ungarn.
| ChartsChartplatzierungen       | Höchstplatzierung | Wochen |
| ------------------------------ | ----------------- | ------ |
| Deutschland (GfK)              | 1 (27 Wo.)        | 27     |
| Österreich (Ö3)                | 1 (10 Wo.)        | 10     |
| Schweiz (IFPI)                 | 1 (14 Wo.)        | 14     |
| Vereinigtes Königreich (OCC)   | 2 (3 Wo.)         | 3      |
| Vereinigte Staaten (Billboard) | 14 (1 Wo.)        | 1      |

| ChartsJahrescharts (2023) | Platzierung |
| ------------------------- | ----------- |
| Deutschland (GfK)         | 2           |
| Österreich (Ö3)           | 50          |
| Schweiz (IFPI)            | 8           |

### Auszeichnungen für Musikverkäufe
| Land/Region        | Auszeichnungen für Musikverkäufe (Land/Region, Auszeichnung, Verkäufe) | Verkäufe |
| ------------------ | ---------------------------------------------------------------------- | -------- |
| Deutschland (BVMI) | Gold                                                                   | 100.000  |
| Frankreich (SNEP)  | Gold                                                                   | 50.000   |
| Italien (FIMI)     | Gold                                                                   | 25.000   |
| Polen (ZPAV)       | Platin                                                                 | 20.000   |
| Ungarn (MAHASZ)    | Gold                                                                   | 2.000    |
| Insgesamt          | 4× Gold · 1× Platin ·                                                  | 197.000  |

Hauptartikel: Depeche Mode/Auszeichnungen für Musikverkäufe